# Rektorzy Uniwersytetu Przyrodniczego we Wrocławiu

## Wyższa Szkoła Rolnicza (1951–1971)

### 1951–1954
- rektor: prof. dr hab. Stanisław Tołpa
- prorektor ds. nauki: prof. dr hab. Bolesław Świętochowski
- prorektor ds. młodzieży: prof. dr hab. Alfred Senze

### 1954–1955
- rektor: prof. dr hab. Alfred Senze
- prorektor ds. nauki: prof. dr hab. Aleksander Tychowski
- prorektor ds. dydaktyki: prof. dr hab. Adam Schmuck

### 1955–1959
- rektor: prof. dr hab. Aleksander Tychowski
- prorektor ds. nauki: prof. dr hab. Kazimierz Boratyński, prof. dr hab. Gustaw Poluszyński
- prorektor ds. nauczania: prof. dr hab. Adam Schmuck, prof. dr hab. Zbigniew Dziewoński

### 1959–1965
- rektor: prof. dr hab. Alfred Senze
- prorektor ds. nauki: prof. dr hab. Adam Schmuck, prof. dr hab. Adam Stangenberg, prof. dr hab. Tadeusz Garbuliński
- prorektor ds. nauczania: prof. dr hab. Mieczysław Cena, prof. dr hab. Stanisław Kowaliński, prof. dr hab. Marian Kocór

### 1965–1969
- rektor: prof. dr hab. Tadeusz Garbuliński
- prorektor ds. nauki: prof. dr hab. Stanisław Kowaliński, prof. dr hab. Józef Dzieżyc
- prorektor ds. nauczania: prof. dr hab. Ryszard Badura
- prorektor ds. studiów dla pracujących: doc dr hab. Jerzy Preś, prof. dr hab. Roman Hlibowicki
- prorektor ds. Rolniczych Zakładów Doświadczalnych: prof. dr hab. Józef Dzieżyc

### 1969–1981
- rektor: prof. dr hab. Ryszard Badura
- prorektor ds. nauki: prof. dr hab. Józef Dzieżyc, prof. dr hab. Stanisław Marcilonek, prof. dr hab. Zygmunt Hryncewicz
- prorektor ds. studenckich i nauczania: prof. dr hab. Zenon Wachnik, prof. dr hab. Henryk Balbierz
- prorektor ds. współpracy z gospodarką narodową: prof. dr hab. Jerzy Preś

## Akademia Rolnicza we Wrocławiu (1971–2006)

### 1981
- rektor: prof. dr hab. Józef Dzieżyc
- prorektor ds. nauki: prof. dr hab. Eligiusz Roszyk
- prorektor ds. dydaktyki: doc dr hab. Jerzy Sożyński
- prorektor ds. współpracy z gospodarką narodową: doc. dr hab. Teodor Nietupski

### 1982–1984
- rektor: prof. dr hab. Henryk Balbierz
- prorektor ds. nauki: prof. dr hab. Eligiusz Roszyk
- prorektor ds. dydaktyki: prof. dr hab. Michał Mazurkiewicz
- prorektor ds. współpracy z gospodarką narodową: prof. dr hab. Zofia Jasińska

### 1984–1987
- rektor: prof. dr hab. Bronisław Jabłoński (do 1986) prof. dr hab. Jerzy Juszczak
- prorektor ds. nauki: prof. dr hab. Eligiusz Roszyk
- prorektor ds. dydaktyki: prof. dr hab. Michał Mazurkiewicz
- prorektor ds. współpracy z gospodarką narodową: prof. dr hab. Stanisław Rojek

### 1987–1990
- rektor: prof. dr hab. Jerzy Juszczak
- prorektor ds. nauki: prof. dr hab. Jerzy Kowalski
- prorektor ds. dydaktyki: prof. dr hab. Tadeusz Szulc
- prorektor ds. współpracy z gospodarką narodową: prof. dr hab. Stanisław Rojek

### 1990–1996
- rektor: prof. dr hab. Jerzy Kowalski
- prorektor ds. nauki: prof. dr hab. Jerzy Fabiszewski (do 1993), prof. dr hab. Stanisław Krzywiecki
- prorektor ds. dydaktyki: prof. dr hab. Wacław Leszczyński (do 1993), prof. dr hab. Marian Rojek
- prorektor ds. współpracy z gospodarką narodową: prof. dr hab. Jerzy Drozd (do 1993), prof dr hab. Eugeniusz Kołota

### 1996–2002
- rektor: prof. dr hab. Tadeusz Szulc
- prorektor ds. nauki: prof. dr hab. Józef Szlachta
- prorektor ds. studenckich i nauczania: prof. dr hab. Marian Rojek (do 1999), prof. dr hab. Leszek Pływaczyk
- prorektor ds. współpracy z zagranicą i rozwoju uczelni: prof. dr hab. Tadeusz Trziszka

### 2002–2008
- rektor: prof. dr hab. Michał Mazurkiewicz
- prorektor ds. nauki: prof. dr hab. Andrzej Kotecki
- prorektor ds. studenckich i nauczania: prof. dr hab. Leszek Pływaczyk
- prorektor ds. współpracy z zagranicą i rozwoju uczelni: prof. dr hab. Roman Kołacz

## Uniwersytet Przyrodniczy we Wrocławiu (od 2006)

### 2008–2012
- rektor: prof. dr hab. Roman Kołacz
- prorektor ds. współpracy z zagranicą i rozwoju uczelni: prof. dr hab. Alina Wieliczko
- prorektor ds.rozwoju i informatyzacji uczelni: prof. dr hab. Andrzej Drabiński
- prorektor ds. studenckich i nauczania: prof. dr hab. Józefa Chrzanowska

### 2012–2016
- rektor: prof. dr hab. Roman Kołacz
- prorektor ds. współpracy z zagranicą i regionem: prof. dr hab. Alina Wieliczko
- prorektor ds. nauki i innowacji: prof. dr hab. Tadeusz Trziszka
- prorektor ds. studenckich i kształcenia: prof. dr hab. Danuta Parylak
- prorektor ds. rozwoju uczelni: prof. dr hab. Andrzej Drabiński

### 2016–2020
- rektor: prof. dr hab. inż. Tadeusz Trziszka
- prorektor ds. nauki i współpracy z zagranicą: prof. dr hab. inż. Jarosław Bosy
- prorektor ds. studenckich i edukacji: prof. dr hab. inż. Józef Sowiński
- prorektor ds. innowacji i współpracy z gospodarką: prof. dr hab. Anna Chełmońska-Soyta
- prorektor ds. rozwoju uczelni: prof. dr hab. inż. Adam Szewczuk

### 2020–2024
- rektor: prof. dr hab. inż. Jarosław Bosy
- prorektor ds. studenckich i edukacji: prof. dr hab. inż. Damian Knecht
- prorektor ds. nauki: prof. dr hab. inż. Aneta Wojdyło
- prorektor ds. umiędzynarodowienia: prof. dr hab. Anna Chełmońska-Soyta
- prorektor ds. rozwoju i organizacji uczelni: prof. dr hab. inż. Adam Szewczuk